# Sitophilus granarius
O caruncho-do-trigo, Sitophilus granarius (também conhecido como Curculio granarius, gorgulho ou caruncho de grãos), ocorre no mundo todo e é uma peste conhecida em muitos lugares. Pode causar danos significativos em grãos armazenados e pode causar perdas significativas. As fêmeas põem muitos ovos e as larvas comem o núcleo dos grãos.

## Identificação
Adultos podem chegar a 5mm de comprimento com bocais alongados e aparelho bucal de mastigação. Dependendo dos grãos de cereais, os tamanhos variam. Em pequenos grãos, tais como milheto ou milho sorgo, eles são de tamanho pequeno, mas são maiores no milho. Os adultos são de cor castanho-avermelhada sem marcas distintivas. Os adultos não são capazes de voar. As larvas não têm pernas, são corcundas e brancas com cabeça bronzeada. No estágio de pupa, têm focinhos como os adultos.

## História Natural

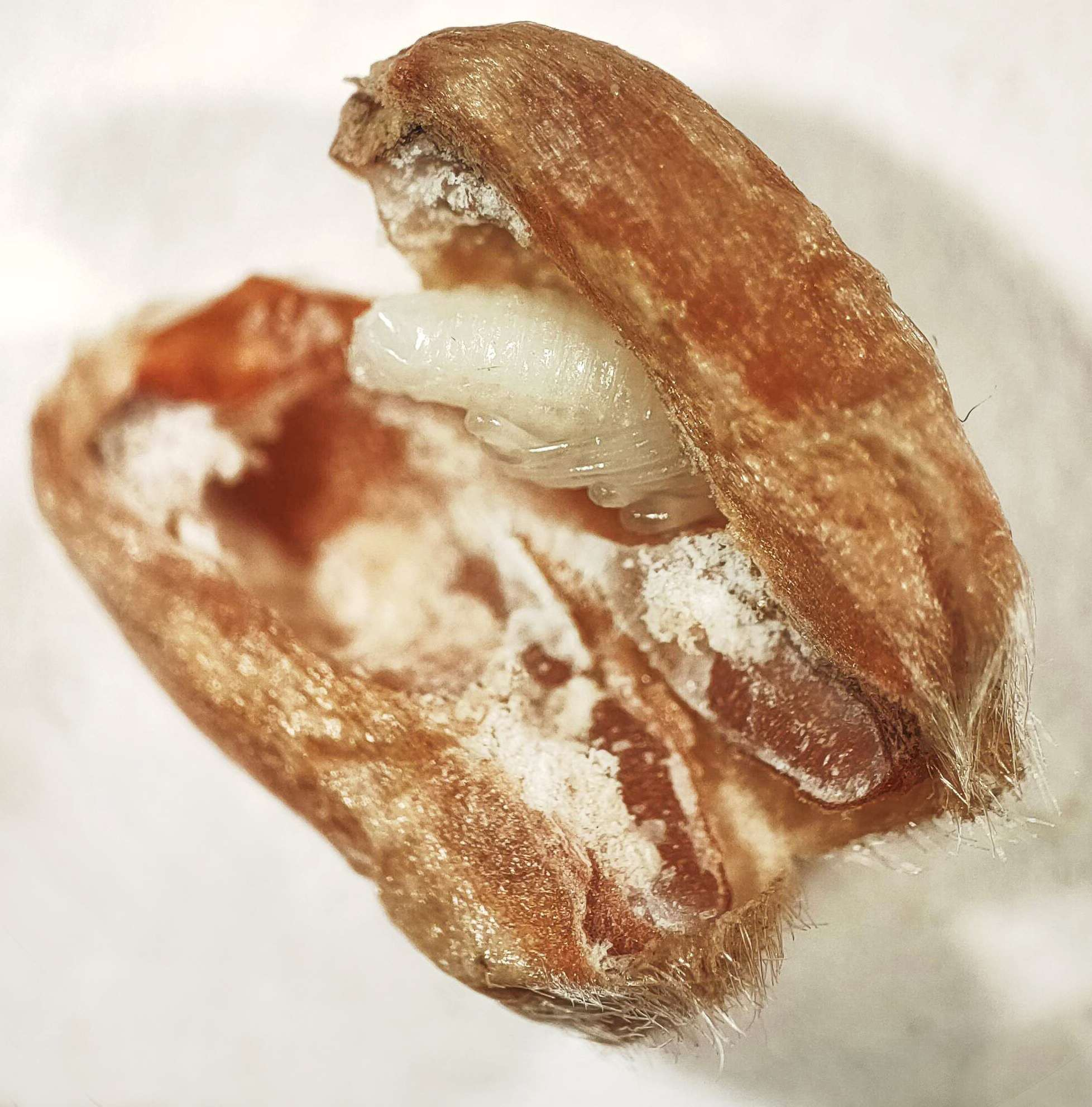
O caruncho-do-trigo, Sitophilus granarius (também conhecido como Curculio granarius, gorgulho ou caruncho de grãos).

### Ciclo de Vida
As fêmeas põem entre 36 e 254 ovos. Normalmente, um ovo é depositado dentro de cada grão. Todas as fases de larva e pupa ocorrem dentro do grão. As larvas alimentam-se do interior do grão até à pupação, após a qual abrem um buraco e emergem. Raramente são vistos fora do núcleo. O ciclo de vida leva cerca de 5 semanas no verão, mas pode levar até 20 semanas em temperaturas mais baixas. Os adultos podem viver até 8 meses depois de sair.

### Comportamento
Quando ameaçados ou perturbados, os adultos fingem-se de mortos. As fêmeas podem saber se um grão de cereal tem um ovo posto por outro bicudo, elas então evitarão botar um ovo no grão. As fêmeas cavam um orifício, depositam um ovo, e selam o furo com uma secreção gelatinosa. Esta pode ser a forma como outras fêmeas sabem se o grão já tem um ovo nele. Isso garante que o jovem irá sobreviver e produzir uma outra geração. Os pesquisadores estimam que um par de besouros pode produzir até 6000 descendentes por ano.

## Impacto Humano
Esses besouros constituem uma praga de vários tipos de grãos e podem pôr seus ovos no trigo, aveia, centeio, arroz, cevada e milho. Causam uma quantidade desconhecida de danos em todo o mundo porque é difícil manter o controle de tanta informação, especialmente em lugares onde as colheitas de grãos não são mensuradas. Eles são difíceis de detectar e, geralmente, todo o grão em uma instalação de armazenamento infestado deve ser destruído. Há muitas maneiras de tentar se livrar do gorgulho do trigo: pesticidas, diferentes métodos de encobrir o odor dos grãos com aromas desagradáveis, e a introdução de outros organismos predadores.

### Prevenção e controle
Saneamento e inspeção são a chave de prevenção a infestação. Armazenar grãos em recipientes com tampas apertadas em geladeira ou freezer e compra em pequenas quantidades. Se surgir qualquer suspeita, procurar cuidadosamente nos grãos por insetos adultos ou buracos nos núcleos dos grãos. Outro método é o de mergulhar em água: se os grãos flutuarem, é uma boa indicação da infestação. Mesmo se identificada precocemente, o descarte pode ser a única solução eficaz.